# Aelita
Aelita (rus. Аэли́та) sovjetski je film redatelja Jakova Protazanova.

## Radnja
Film govori o inženjeru koji izradi svemirski brod za let na Mars na koji odlazi zajedno s vojnikom Crvene armije Gusevim koji želi napraviti revoluciju na Marsu i s detektivom Kravcovim koji vjeruje da je inženjer ubio njegovu ženu.

## Uloge
- Julija Solnceva
- Igor Iljinskij
- Nikolaj Ceretelli
- Nikolaj Batalov
- Vera Orlova

## Vanjske poveznice
- Aelita na Kino Poisk